# Theria (bướm đêm)
Theria là một chi bướm đêm thuộc họ Geometridae.

## Các loài
- Theria crypta Wehrli, 1940
- Theria primaria (Haworth, 1809)
- Theria rupicapraria (Denis & Schiffermüller, 1775)

## Hình ảnh

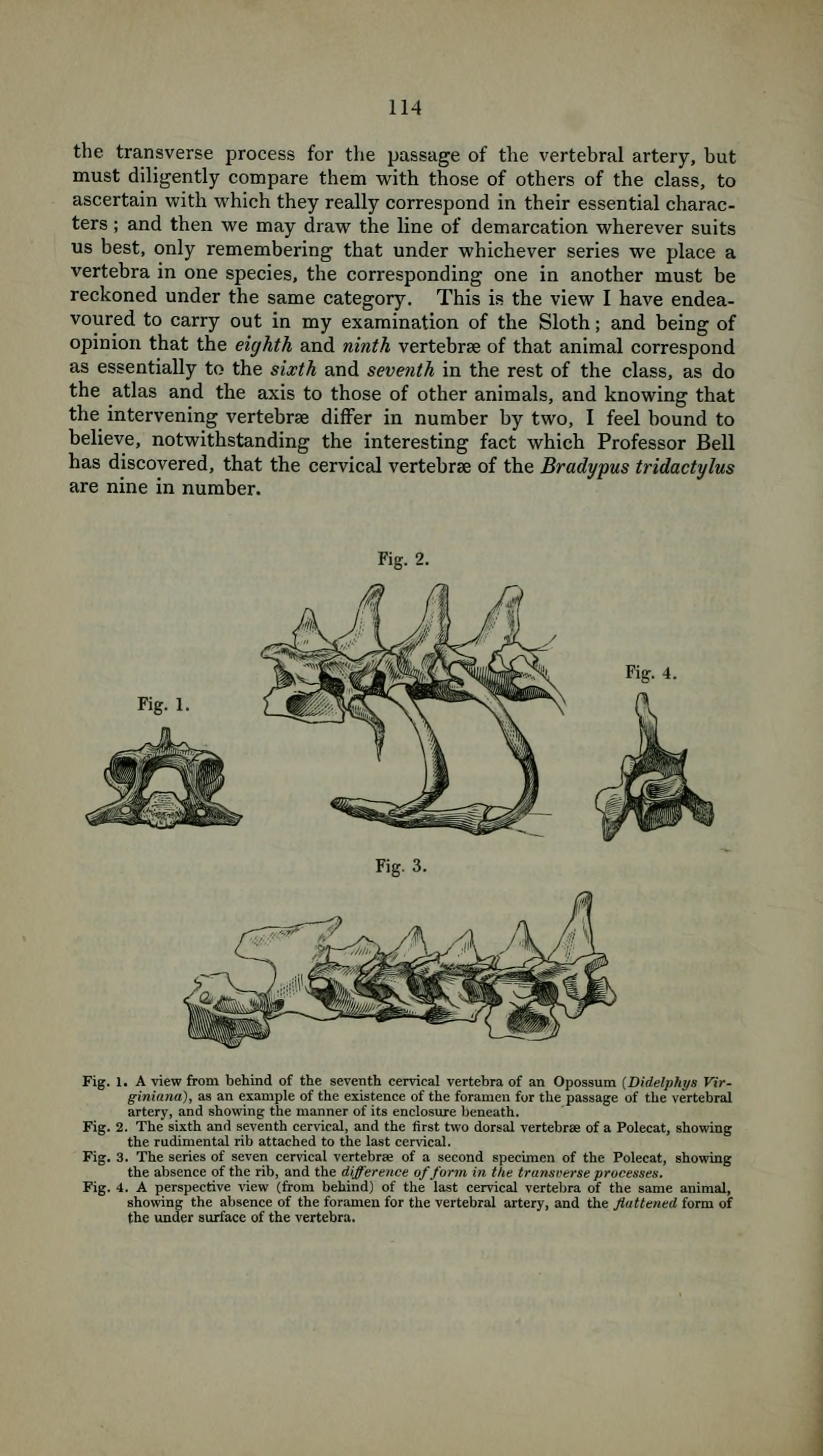